# Angel (Shaggy)
Angel è un singolo del cantante giamaicano-statunitense Shaggy, pubblicato il 6 marzo 2001 come secondo estratto dal quinto album in studio Hot Shot.
Il singolo ha visto la partecipazione del cantante barbadiano Rayvon.

## Descrizione
Il brano utilizza la linea di basso del brano The Joker della Steve Miller Band del 1973, oltre ad interpolare buona parte del brano Angel of the Morning di Merrilee Rush del 1968, resa celebre in Italia da I Profeti con il titolo Gli occhi verdi dell'amore.

## Successo commerciale
Il brano ha conquistato la vetta di quasi tutte le classifiche mondiali.
Curiosamente l'unico paese che non venne "conquistato" da Angel fu proprio l'Italia, dove il singolo non riuscì neppure ad entrare nella top 50, nonostante fosse uscito a ruota al precedente It Wasn't Me, che invece aveva avuto grande popolarità.

## Tracce
1. Angel (Radio Edit) – 3:31
2. Angel (Seabreeze Mix) – 3:46
3. It Wasn't Me (feat. Rikrok) (Crash & Burn Remix) – 5:37
4. Angel (Enhanced Video)

## Classifiche
| Chart (2001)      | Peak position |
| ----------------- | ------------- |
| Svizzera          | 1             |
| Austria           | 1             |
| Francia           | 8             |
| Paesi Bassi       | 1             |
| Belgio            | 1             |
| Svezia            | 2             |
| Finlandia         | 10            |
| Norvegia          | 1             |
| Danimarca         | 2             |
| Australia         | 1             |
| Nuova Zelanda     | 4             |
| UK                | 1             |
| Billboard Hot 100 | 1             |